# Folketingets udvalg
Folketingets udvalg er en række arbejdsgrupper, som Folketinget opretter og udpeger folketingsmedlemmer til at deltage i. Et udvalgs vigtigste opgave at behandle de lov- og beslutningsforslag, der henvises til behandling i udvalget, men herudover følger udvalget med i udviklingen inden for sit sagsområde, f.eks. ved at stille spørgsmål til en minister. Ministeren kan svare skriftligt eller mundtligt (ministeren kommer i såkaldt samråd med udvalget). Desuden kan et udvalg  modtage henvendelser (deputationer) fra organisationer og andre. 
Der er to forskellige udvalgstyper: stående udvalg, dvs. faste udvalg, og særlige udvalg. 
Folketinget har nedsat 30 stående udvalg, hvis sagsområder i vidt omfang svarer til ministeriernes ressortområder. Udvalgenes sagsområder besluttes af Udvalget for Forretningsordenen.
Særlige udvalg, der også kaldes ad hoc udvalg, nedsættes til at tage sig af enkelte sager eller særlige emner.
De fleste udvalg har 17 medlemmer, og udpegning af medlemmerne sker ved valg i Folketinget efter reglerne for forholdstalsvalg. Da partigrupperne ofte slutter sig sammen i valggrupper, afspejler et udvalgs sammensætning ikke nødvendigvis helt sammensætningen i Folketingssalen. 
For medlemmerne af de fleste stående udvalg er der normalt udpeget et antal stedfortrædere. Disse skal være medlemmer af Folketinget og har ret til at deltage i udvalgsmøderne, men uden stemmeret og uden ret til at komme med udtalelser i udvalgets betænkninger.
Udvalgene vælger en udvalgsformand, og til hjælp for arbejdet tilknyttes ligeledes en udvalgssekretær, som ikke er et folketingsmedlem, men normalt en embedsmand med juridisk eller nationaløkonomisk uddannelse. Udvalgssekretæren fører protokol over udvalgets arbejde.

## Folketingets stående udvalg
I henhold til Folketingets forretningsorden er de 27 stående udvalg (per august 2021) følgende:
- Beskæftigelsesudvalget (BEU)
- Børne- og Undervisningsudvalget (BUU)
- Epidemiudvalget (EPI)
- Erhvervsudvalget (ERU)
- Europaudvalget (EUU)
- Finansudvalget (FIU)
- Forsvarsudvalget (FOU)
- Færøudvalget (FÆU)
- Grønlandsudvalget (GRU)
- Indenrigs- og Boligudvalget (BOU)
- Indfødsretsudvalget (IFU)
- Kirkeudvalget (KIU)
- Klima-, Energi- og Forsyningsudvalget (KEF)
- Kulturudvalget (KUU)
- Ligestillingsudvalget (LIU)
- Miljø- og Fødevareudvalget (MOF)
- Retsudvalget (REU)
- Skatteudvalget (SAU)
- Social- og Ældreudvalget (SOU)
- Sundhedsudvalget (SUU)
- Transportudvalget (TRU)
- Uddannelses- og Forskningsudvalget (UFO)
- Udenrigsudvalget (URU)
- Udlændinge- og Integrationsudvalget (UUI)
- Udvalget for Forretningsordenen (UFO)
- Udvalget for Landdistrikter og Øer (ULØ)
- Udvalget til Valgs Prøvelse (UVP)

### Tidligere udvalg
- Arbejdsmarkedsudvalget (før 16. september 2011)
- By- og Boligudvalget
- Det Energipolitiske Udvalg
- Det Politisk-Økonomiske Udvalg
- Energi-, Forsynings- og Klimaudvalget
- Folketingets Økontaktudvalg
- Klima-, Energi- og Bygningsudvalget
- Kommunaludvalget
- Miljø- og Planlægningsudvalget
- Miljøudvalget
- Uddannelsesudvalget
- Udvalget for Forskning, Innovation og Videregående Uddannelser
- Udvalget for Fødevarer, Landbrug og Fiskeri
- Udvalget for Videnskab og Teknologi
- Undervisningsudvalget

## Andre udvalg
Foruden de stående udvalg er der en række udvalg, der eksempelvis behandler aktuelle problemstillinger. Herunder er listet nuværende og tidligere øvrige udvalg.
- 21-mands-udvalget vedrørende Færøerne
- Det Udenrigspolitiske Nævn
- Epidemiudvalget
- Europaudvalget, Underudvalg
- Granskningsudvalget
- Folketingets Økontaktudvalg
- Folketingets Udvalg vedrørende Efterretningstjenesterne
- Sydslesvigudvalget (tidligere også kaldet Udvalget vedrørende Danske Kulturelle Anliggender i Sydslesvig og Seksmandsudvalget)[1]
- Udvalget vedrørende Færøske Forhold
- Udvalget vedrørende Det Etiske Råd
- Udvalget vedrørende Efterretningstjenesterne
- Udvalget vedrørende Grønlandske Forhold
- Underudvalget under Udvalget for Forretningsorden
- Udvalget til Prøvelse af Valgene
- §71-tilsynet

## Eksterne links
- Folketingets udvalg, nævn og kommissioner Arkiveret 30. december 2008 hos  Wayback Machine